# Pegomya nigra
Pegomya nigra este o specie de muște din genul Pegomya, familia Anthomyiidae, descrisă de Masayoshi Suwa în anul 1974. Conform Catalogue of Life specia Pegomya nigra nu are subspecii cunoscute.